# 8630 Billprady
8630 Billprady este un asteroid din centura principală de asteroizi.

## Descriere
8630 Billprady este un asteroid din centura principală de asteroizi. A fost descoperit pe 2 martie 1981 la Siding Spring de Schelte J. Bus. Asteroidul prezintă o orbită caracterizată de o semiaxă mare de 2,28 ua, o excentricitate de 0,14 și o înclinație de 3,9° în raport cu ecliptica.